# 기타자와 도시미

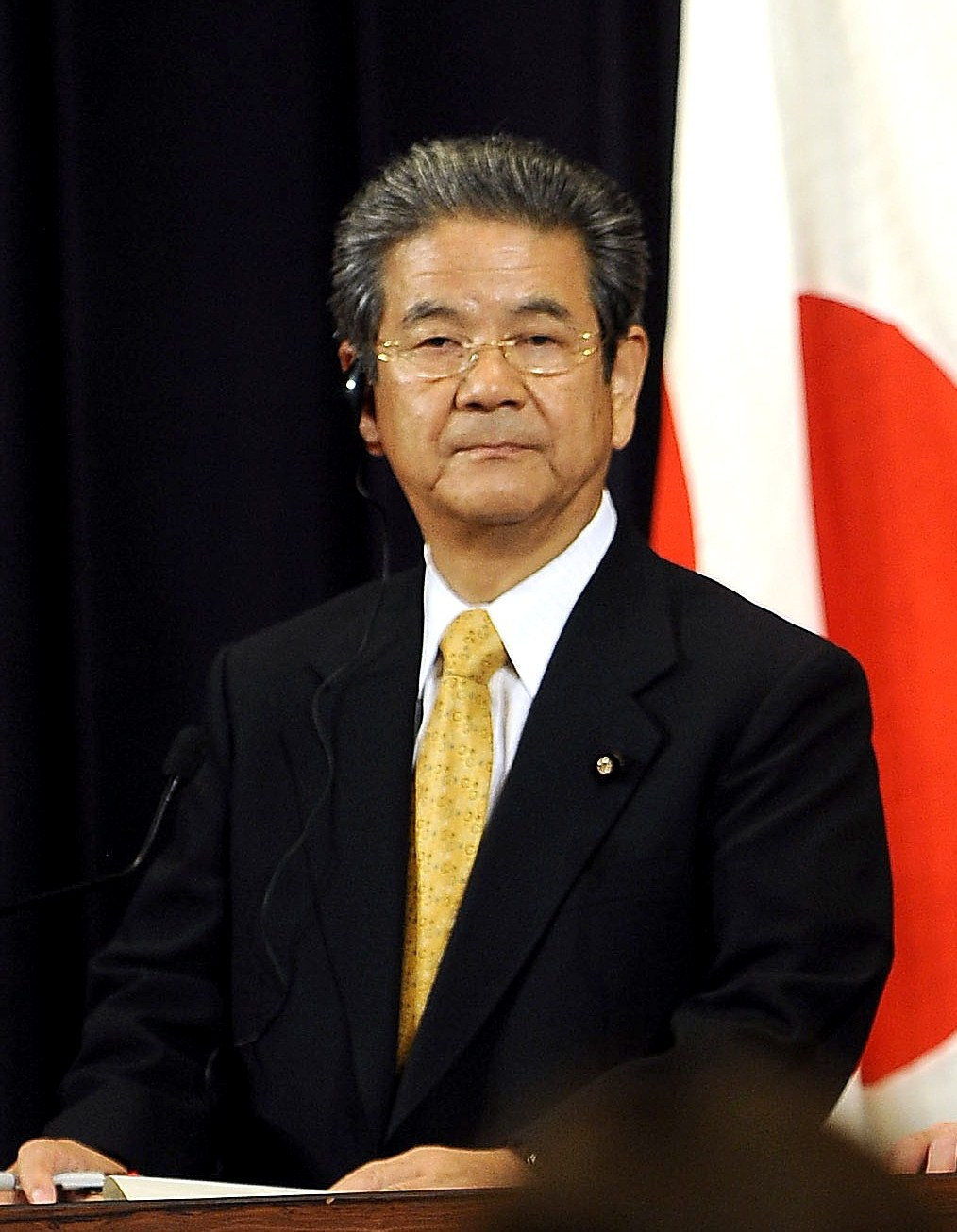
기타자와 도시미

기타자와 도시미(北沢 俊美, 1938년 3월 6일 ~)는 일본의 민주당 소속 정치인이다.
나가노현에서 태어나, 와세다 대학을 졸업하였으며, 자유민주당 소속으로 있다가, 호소카와, 하타 정권에 참여한 후 민주당에 들어갔다. 1992년 참의원 의원에 처음 당선되었고, 이후 나가노 현 의회 의원을 5번 지냈으며, 하토야마 유키오 내각에 이어 간 나오토 내각에서 방위대신 (대한민국의 국방부 장관에 해당) 을 맡았다.